# Friday TV
Friday TV (ibland krediterat som Friday TV AB) skapar och distribuerar tv-format. Friday TV tillhandahåller även produktions- och konsulttjänster till tv-produktionsbolag och programföretag över hela världen.

## Historik
Friday TV är baserat i Stockholm, Sverige och grundades i oktober 2004 som ett joint venture mellan Estelle Bodén, Mattias Olsson, Jock Millgårdh och Metronome Film & Television. Metronome Film & Television är Skandinaviens största oberoende film- och TV-produktionsbolag med dotterbolag i Sverige, Norge, Danmark och Finland. I Skandinavien produceras Friday TV:s format uteslutande av Metronome-gruppen.
Bodén, Olsson och Millgårdh träffades när de arbetade på det svenska produktionsbolaget Strix Television. På Strix övervakade Millgårdh och Olsson utvecklingen av format som The Farm (La Ferme Célébrités/La Granja), The Bar, Expedition Robinson, Kerry's Getting Married (Yasmin's Getting Married), och Harem (Opération Séduction/Libertad Vigilada).
2007 blev Friday TV ett helägt dotterbolag till Metronome. I april 2009 förvärvades Metronome av brittiska Shine Group. News Corporation förvärvade Shine Group i april 2011. 2012 lämnade Bodén, Millgårdh och Olsson företaget. Bodén ersattes som VD av Per Blankens. I maj 2013 lämnade Blankens fredag för att bli exekutiv producent av American Idol, Friday TV:s utvecklingschef Simon Romanus utsågs till tillfällig VD i hans ställe. I april 2014 övertog Marika Makaroff, tidigare chef för FremantleMedia Finland, rollen som VD på Friday TV, och Romanus återtog sin utvecklingschef.

## Format
Friday TV har skapat över 40 original-TV-format som har sålts till mer än 70 länder. Företagets internationellt mest framgångsrika format är Minute to Win It (Die Perfekte Minute/Minuto para ganar), Clash of the Choirs och Single Moms (Must Love Kids/Maman cherche l'amour). Friday TV:s format har sänts på TV-kanaler som NBC, TLC och MundoFox i USA, France 2, M6 och TF1 i Frankrike, Sat.1 och RTL Television i Tyskland, CCTV i Kina, Cuatro och Antena 3 i Spanien, Nelonen i Finland, Seven Network i Australien, Kanal 4, TV2 och TV2 i Danmark, TV2 och TVNorge i Norge samt TV3, SVT, Kanal 5 och TV4 i Sverige.
2007 beställde NBC fredagens TV-format Clash of the Choirs. Lokala versioner av Clash of the Choirs har därefter sänts i 19 länder, inklusive Frankrike, Spanien, Polen, Indien, Colombia, Sverige, Norge, Danmark och Kina. I oktober 2008 öppnade Friday TV ett kontor i Los Angeles. I september 2009 beställde NBC ett andra format från Friday TV, spelprogrammet Minute to Win It. Minute to Win Den har hittills sålts till TV-bolag i 68 länder, inklusive Tyskland, Spanien, Indien, Sverige, Australien, Malaysia, Nederländerna, Tjeckien, Peru, Chile, Belgien, Polen och Brasilien. Den 6 oktober 2010 belönades Minute to Win It med C21/Frapa-priset för bästa studiobaserade spelprogram vid MIPCOM Television Festival i Frankrike. I Los Angeles har Friday TV också gjort castingen för de internationella adaptionerna av Metronome-formatet Swedish Hollywood Wives i Danmark, Norge, Spanien, Belgien, Polen och Holland.